# 실험설계국
실험설계국(實驗設計局, 러시아어: Опытное конструкторское бюро Opytnoye Konstruktorskoye Buro; OKB[*], 영어: Experimental Design Bureau), 또는 설계국(設計局, 러시아어: конструкторское бюро Konstruktorskoye Buro; KB[*], 영어: Design Bureau)은 소비에트 연방에서 선진 테크놀로지, 특히 그 군사적 적용에 관한 설계와 시제품화를 담당한 폐쇄기관들이다.
각 설계국은 공식적으로 번호로만 지칭되었으나, 설계국을 지도하는 수석 설계자의 이름을 따서 부르는 경우도 흔했다. 예컨대 제51설계국은 파벨 수호이가 담당했기에 수호이라고 알려지게 되었다. 일부 성공적인 설계국들은 해당 선임설계자들이 사망한 뒤에도 그 이름을 계속 사용하였다.
설계국은 상대적으로 소형 조직이었으며, 항공기, 로켓 등 설계한 제품들을 대량생산하기 위한 곳은 아니었다. 오히려 프로토타입을 만들어내기 위한 설비와 자원을 갖추고 있었다. 설계국에서 만들어낸 설계와 시안이 당국에 받아들여지면, 공장으로 하달되어 양산이 이루어지게 되었다.
소비에트 연방이 붕괴한 이후, 많은 설계국들이 과학생산조직(Научно-производственное объединение; NPO)이 되었다. 1990년대부터 설계국들을 통합하려는 시도가 이루어졌으며, 2001년에서 2006년에 걸쳐 대규모 합병이 이루어졌다.

## 항공우주 관련 실험설계국 목록
- 제1설계국 - NPO 알마즈
- 제1실험설계국 - 코롤료프(현 RSC 에네르기아)
- 제1실험설계국 - 브룬홀프 바데 박사 1953년에 해체됨
- 제2실험설계국 - 라두가 설계국
- 제3실험설계국 - 브라투킨
- 제4실험설계국 - 마투스 비스노바트 설계국(NPO 몰니야와는 다름)
- 제8실험설계국 - 노바토르 (장거리 지대공 미사일)
- 제19실험설계국 - 쉬베트소프, 솔로비에프
- 제20실험설계국 - 클리모프, 옴스크
- 제21실험설계국 - 알렉세이예프
- 제23실험설계국 - 먀시셰프
- 제24실험설계국 - 미쿨린
- 제26실험설계국 - 클리모프
- 제39실험설계국 - 일류신
- 제45실험설계국 - 클리모프
- 제47실험설계국 - 원래 야코블레프였다가 이후 시체르바코프
- 제49실험설계국 - 베리에프
- 제51실험설계국 - 수호이
- 제52실험설계국 - 첼로메이
- 제86실험설계국 - 바르티니
- 제115실험설계국 - 야코블레프
- 제117실험설계국 - 클리모프, 이조토프
- 제120실험설계국 - 즈다노프
- 제124실험설계국 - 따로 별칭 없음(Tu-121의 냉각 시스템 담당)
- 제134실험설계국 - 빔펠
- 제140실험설계국 - 따로 별칭 없음(Tu-121의 하이드로알코올 기동발전기)
- 제153실험설계국 - 안토노프
- 제154실험설계국 - 코스베르그, 과거 제296실험설계국
- 제155실험설계국 - 미코얀(구 미코얀-구레비치) aka 미그기
- 제155-2실험설계국 - (제2-155실험설계국이라고 하는 경우도 있음) OKB-155 spin-off in Dubna. Gurevich, Berezniak-Isaev (BI)... Now MKB Raduga.
- 제156실험설계국 - 투폴레프
- 제165실험설계국 - 률카
- 제207실험설계국 - 보로코프, 플로코프
- 제240실험설계국 - 예르몰라에프
- 제256실험설계국 - 치빈
- 제276실험설계국 - 쿠즈네초프
- 제296실험설계국 - 키마브토마티카 설계국. 1946년 제154실험설계국으로 재명명됨
- 제300실험설계국 - 투만스키
- 제301실험설계국 - 라보츠킨
- 제329실험설계국 - 밀
- SKB-385 - 마키에프
- OKG-456 - 글루스코
- 제458실험설계국 - 체트베리코프
- 제478실험설계국 - 이브첸코
- 제586실험설계국 - 얀겔
- 제692실험설계국 - JSC "Khartron" (formerly KB electropriborostroeniya, then NPO "Electropribor")
- 제938실험설계국 - 카모프

## 참고 자료
- Aviation.ru - "OKBs"